# Wielosił błękitny
Wielosił błękitny (Polemonium caeruleum L.) – gatunek rośliny należący do rodziny wielosiłowatych (Polemoniaceae). Lokalna nazwa rośliny to koziełek. W Polsce jest uprawiany i czasem dziczejący.

## Rozmieszczenie geograficzne
Występuje w strefie klimatu umiarkowanego półkuli północnej. W Azji i Europie zwarty zasięg występowania ciągnie się od Europy Środkowej przez Europę Wschodnią po Syberię. Oprócz tego występuje na oderwanych od głównego zasięgu obszarach w Skandynawii, w Alpach, Pirenejach i Wielkiej Brytanii. Rośnie także w Ameryce Północnej (na Alasce i w północnej Kanadzie). W Polsce występuje na rozproszonych stanowiskach, głównie na niżu: na Pomorzu Zachodnim i Wschodnim, Podlasiu, na Lubelszczyźnie (proponowany rezerwat Wielosił) i w Puszczy Białowieskiej. Część z podanych dawniej w tych regionach stanowisk już nie istnieje. W Karpatach nie są obecnie znane żadne naturalne jego stanowiska. Na jedynym naturalnym stanowisku w Karpatach na Jaworzynie Krynickiej już wyginął, inne dawniej podawane (w 1890 r.) stanowiska w Tatrach (w Dolinie Kościeliskiej i pod Wołoszynem) miały charakter synantropijny. Podobnie synantropijny charakter mają stanowiska w Pieninach i Bieszczadach. Roślina osiąga w Polsce południową granicę swego zasięgu. Jest reliktem glacjalnym.

## Morfologia
ŁodygaWzniesiona, słabo rozgałęziająca się, dosyć gruba, dołem naga, w górnej części gruczołowata. Osiąga wysokość do 100 cm (wraz z kwiatostanem), Jest obła, ulistniona i pusta w środku. Pod ziemią mięsiste, silnie ukorzenione i nierozgałęzione kłącze.
LiścieUlistnienie skrętoległe, liście odziomkowe ogonkowe, środkowe liście łodygowe na krótkich ogonkach, wyższe bezogonkowe, wszystkie zaś złożone z licznych (do 27), nieparzysto-pierzasto ułożonych listków. Listki mają eliptycznojajowaty kształt i zaostrzone końce.
KwiatyZebrane w wiechy na szczycie łodyg. Kielich zrosły o jajowatych, tępo zakończonych ząbkach. 5 płatków korony o barwie fioletowe lub niebieskiej, spotyka się jednak formy białe. Korona ma długość 15–20 mm, wolne części jej płatków są dwukrotnie dłuższe od części zrośniętej w rurkę. Słupek pojedynczy z trójdzielnym znamieniem. 5 pręcików z dużymi, pomarańczowymi pylnikami, o nitkach dołem owłosionych. Kwiaty wyrastają na pokrytych gruczołami szypułkach, pachną miodem.
OwocTrójdzielna torebka z licznymi trójgraniastymi nasionami o długości ok. 2,5 mm i ostrych kantach.

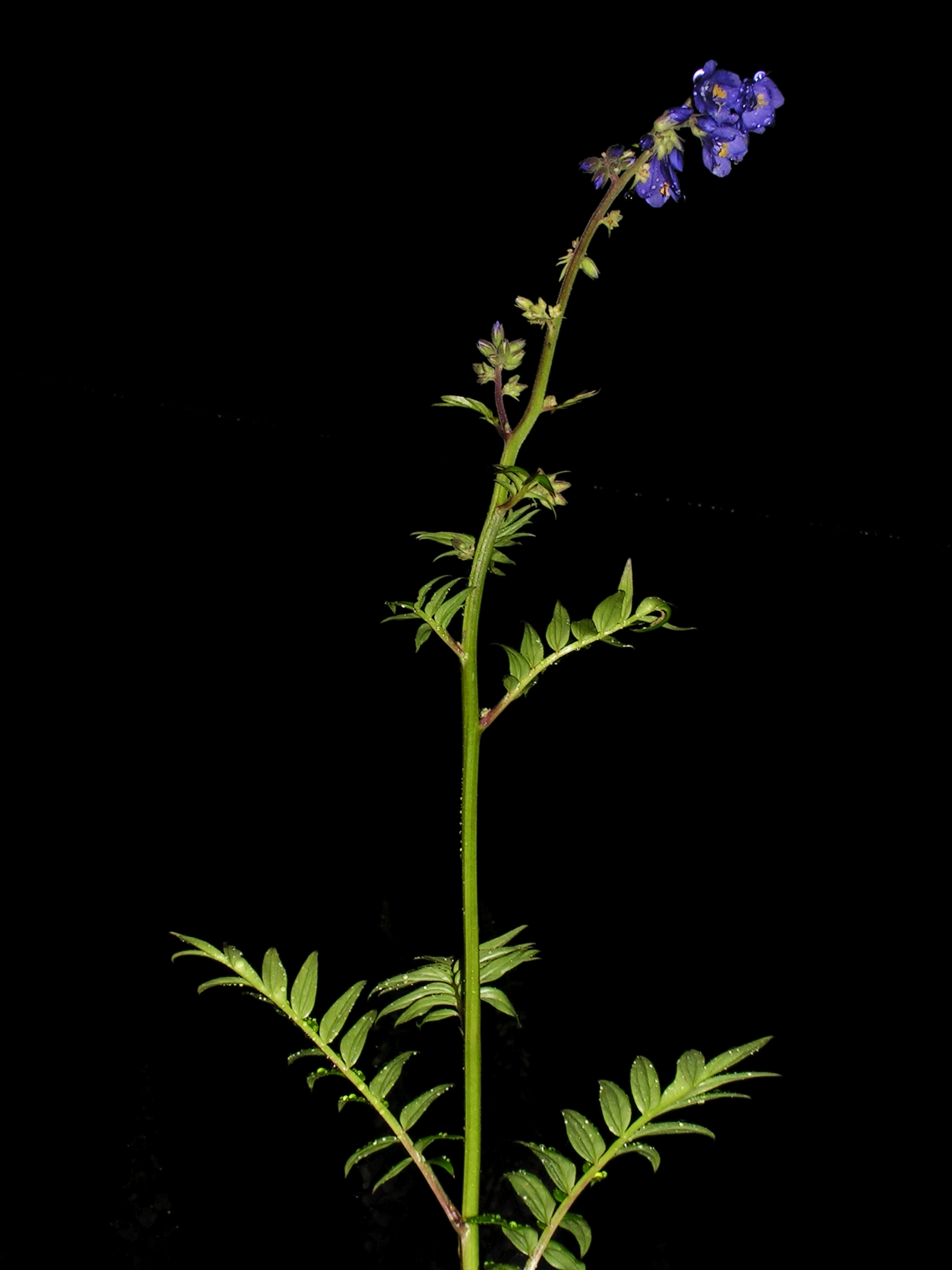
Pokrój
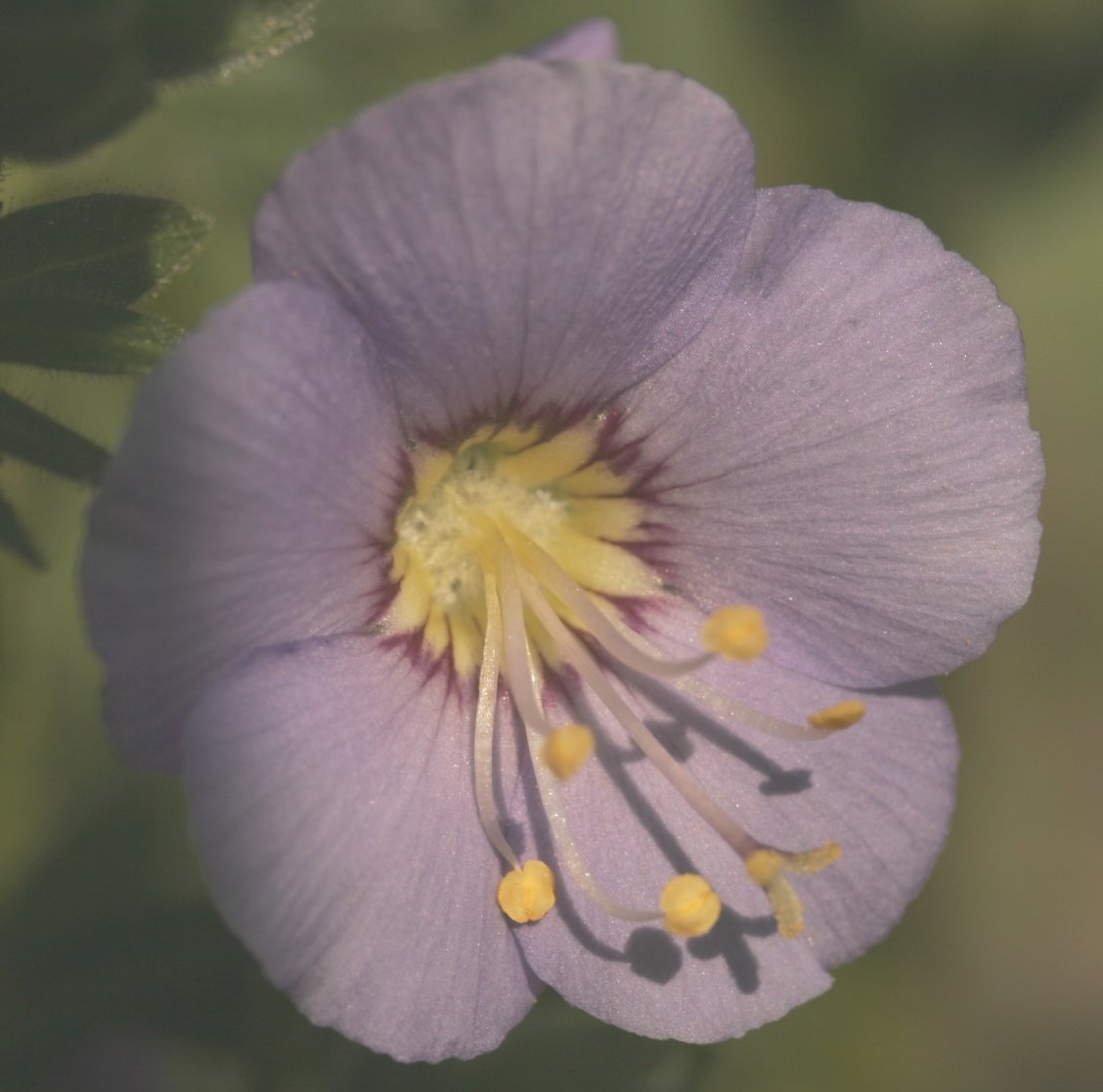
Kwiat
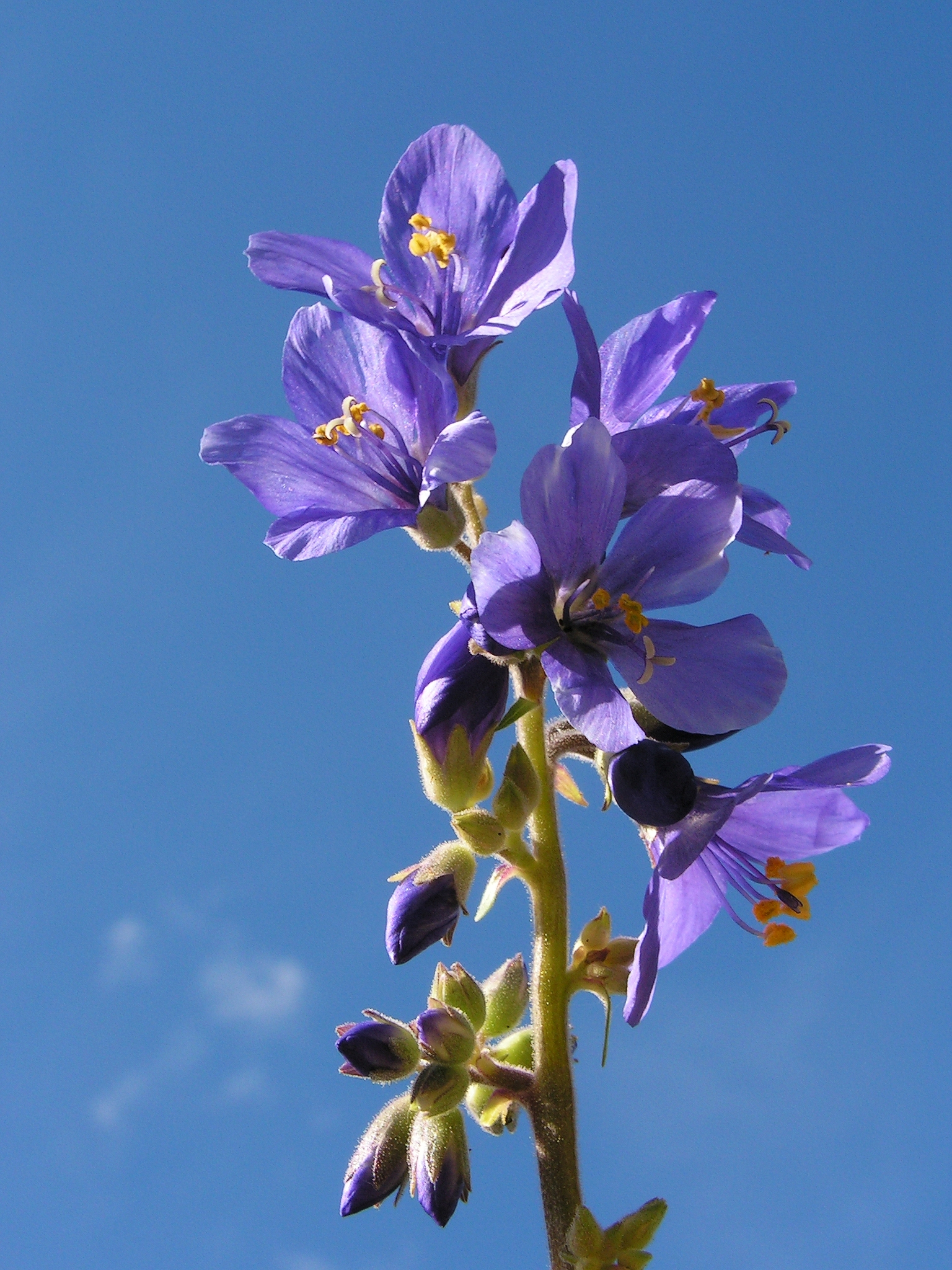
Kwiatostan
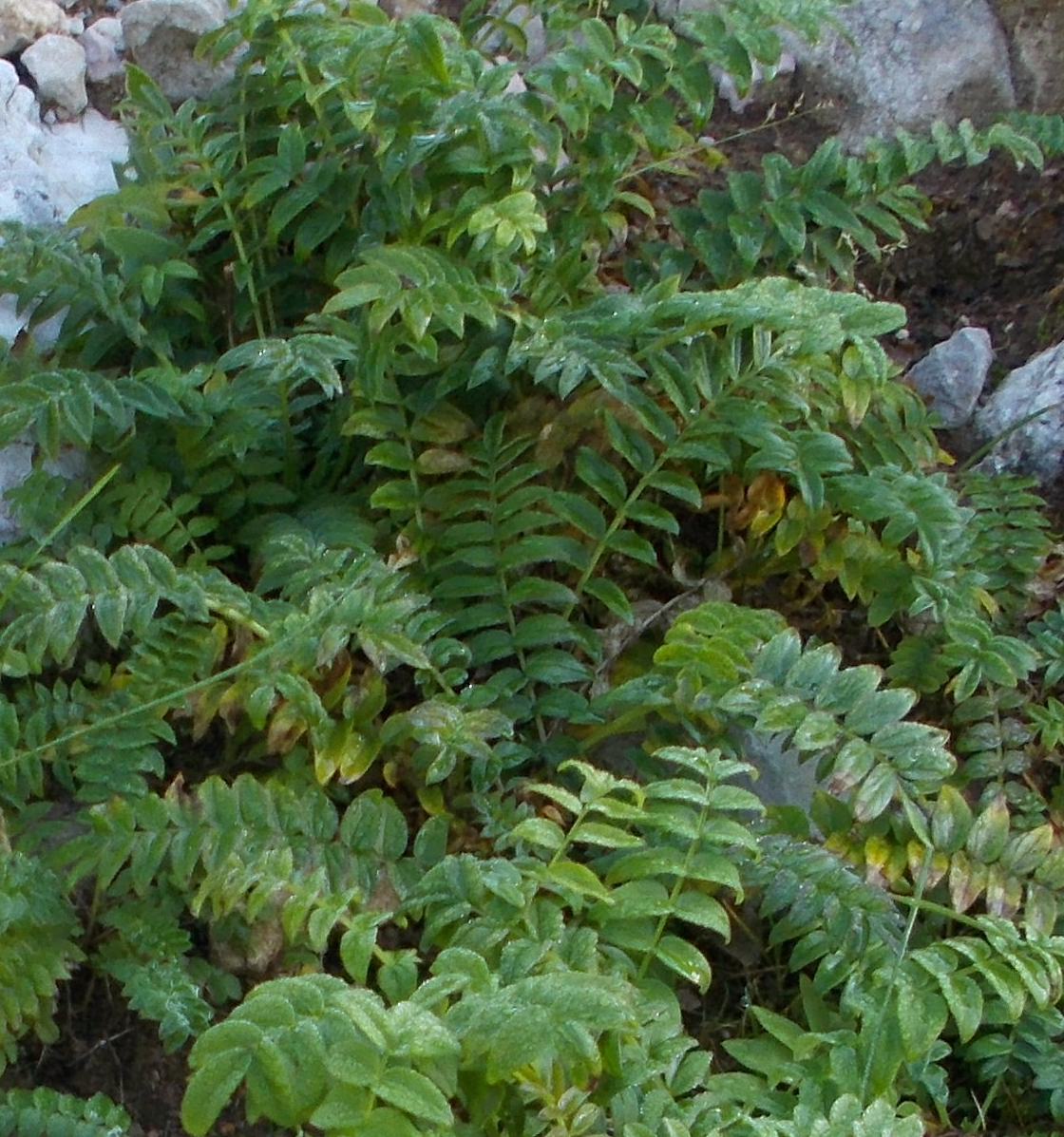
Liście
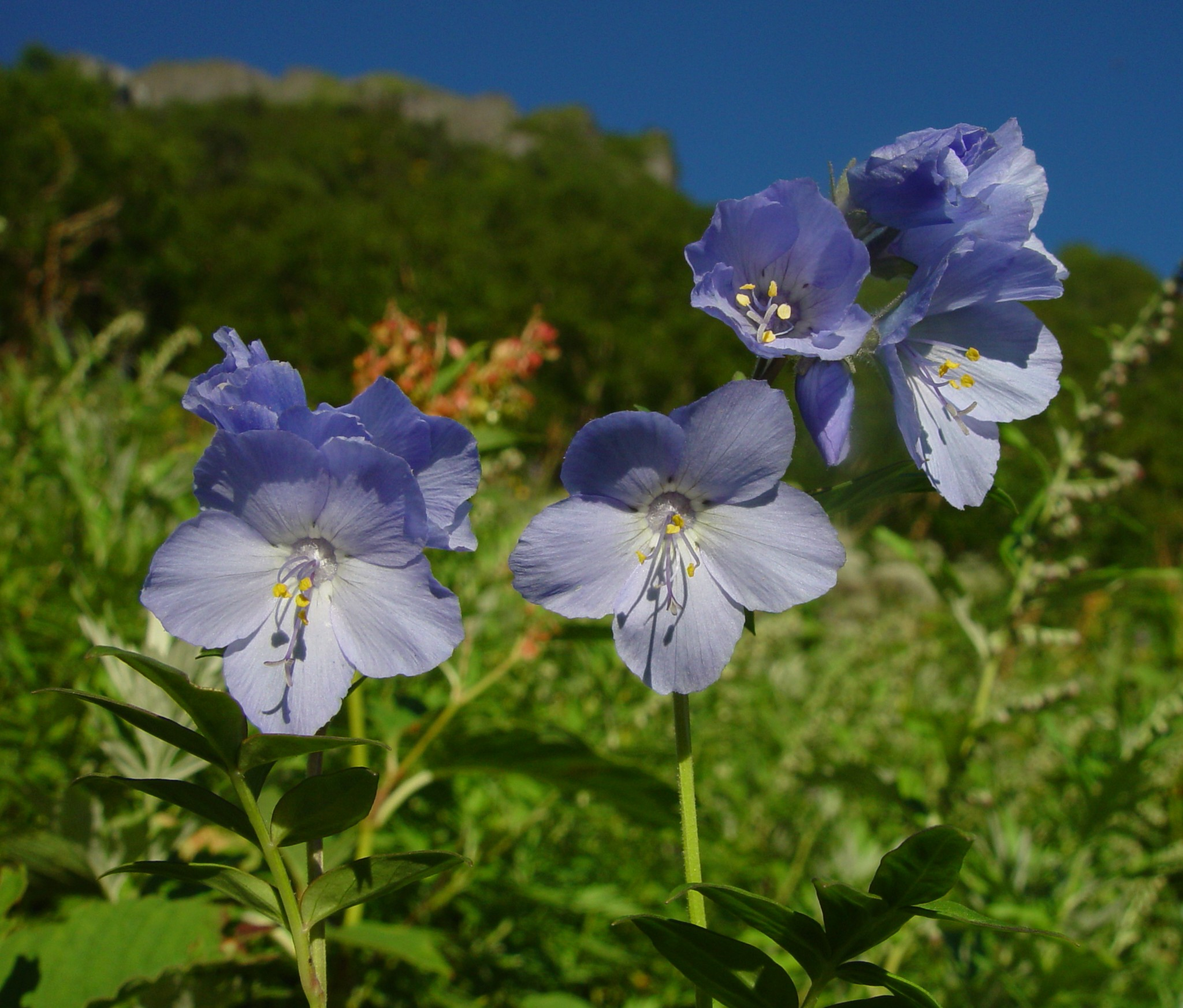
Kwiaty

## Biologia i ekologia
Bylina, hemikryptofit. Kwitnie od czerwca do sierpnia. Roślina miododajna. Rozpoczyna wegetację na przedwiośniu, gdy występują jeszcze nocne przymrozki i nawraca zima. Nasiona zachowują zdolność kiełkowania do 3 lat.
Siedlisko: zarośla, brzegi potoków, mokre łąki. Spotykana w olszowych lasach łęgowych, torfowiskach niskich i przejściowych oraz w zbiorowiskach okrajkowych. Występuje tylko na wilgotnych siedliskach. Kwiaty są przedprątne i zapylane przez błonkówki, lub samopylne. Liczba chromosomów 2n = 18.

## Zagrożenie i ochrona
W Polsce roślina objęta ścisłą ochroną gatunkową. Liczba stanowisk zmniejsza się z powodu melioracji terenów. Wzięta pod ochronę gatunkową od 1983 r. Według Polskiej Czerwonej Księgi Roślin – gatunek narażony na wymarcie (kategoria zagrożenia VU). Tę samą kategorię posiada na polskiej czerwonej liście.

## Zastosowanie
- Roślina uprawna: uprawiany jako roślina ozdobna i roślina lecznicza. Po raz pierwszy został wprowadzony do uprawy w Bułgarii i na terenie byłego ZSRR.
- Roślina lecznicza:
  - Surowiec zielarski: kłącze i korzenie. Zawierają trójterpenowe saponiny, kwasy organiczne, olejki eteryczne, żywice, tłuszcze, białka, skrobię, flawonoidy, kumarynę.
  - Działanie: wykrztuśne, uspokajające, obniżające ciśnienie krwi, przyspieszające jej krzepnięcie, a także zmniejszające poziom cholesterolu. W postaci wywarów, naparów, nalewek używany jest do leczenia schorzeń dróg oddechowych, choroby wrzodowej żołądka i dwunastnicy, przy drgawkach, nerwicach, padaczce. Stwierdzono, że bardzo pomaga przy zmęczeniu wiosennym, apatiach, astenii i zwiększa odporność na choroby. W celu uniknięcia drażniącego na układ pokarmowy działania saponin, spożywa się go po jedzeniu. Preparaty wielosiłu mogą być bezpiecznie stosowane przez długi czas.[potrzebny przypis]
  - Zbiór i suszenie: kłącze wraz z korzeniami wykopuje się w drugim roku uprawy, jesienią. Czyści się je z ziemi, płucze, kroi na drobniejsze kawałki i suszy na słońcu lub w suszarni w temperaturze 50-60 °C.

## Uprawa
Jest łatwy w uprawie, wymaga jednak gleb żyznych i wilgotnych. Woli miejsca słoneczne, ale rośnie też w półcieniu. Może być uprawiany przez siew z nasion bezpośrednio do gleby (rozstaw rzędów 45–60 cm). Nasiona wysiewa się wczesną wiosną na głębokość 1 cm. Pędy kwiatowe wytwarza dopiero w drugim roku po zasianiu. Uprawiany na dobrej glebie i nawożony rośnie znacznie bujniej niż na naturalnych stanowiskach, zawiera też dużo więcej czynnych substancji leczniczych. Jest mrozoodporny. Podczas suszy niezbędne jest podlewanie.